# يوهانس ماير (مخرج)
يوهانس ماير (بالألمانية: Johannes Meyer)‏ هو كاتب سيناريو ومخرج ألماني، ولد في 13 أغسطس 1888 في Brzeg ‏ في بولندا، وتوفي في 25 يناير 1976 في ماربورغ في ألمانيا.

## وصلات خارجية
- جوهانس ماير على موقع IMDb (الإنجليزية)
- جوهانس ماير على موقع أول موفي (الإنجليزية)
- جوهانس ماير على موقع قاعدة بيانات الأفلام السويدية (السويدية)
- جوهانس ماير على موقع قاعدة بيانات الفيلم (الإنجليزية)
- جوهانس ماير على موقع كينوبويسك (الروسية)